# La Paloma (Schiff, 2013)
Die La Paloma ist ein Fahrgastschiff der Rainer Abicht Elbreederei in Hamburg.

## Geschichte
Das Schiff wurde 2013 als Anja auf der Lux-Werft in Mondorf für die Reederei Weisbarth Fahrgastschiff mit Sitz in Urfeld gebaut. Der Stapellauf fand am 6. Juni 2013 statt.
Die Reederei Weisbarth Fahrgastschiff nutzte das Schiff für Charterfahrten auf dem Rhein zwischen Düsseldorf und Koblenz. Außerdem wurde es bei den regelmäßigen Feuerwerksveranstaltungen eingesetzt, wie Kölner Lichter, Rhein in Flammen oder das Japanfeuerwerk. An Bord befanden sich Außenstellen der Standesämter von Wesseling und Bornheim. Wesseling war die erste Kommune in Nordrhein-Westfalen, die eine standesamtliche Trauung auf einem fahrenden Schiff ermöglichte.
2020 verkaufte die Reederei Weisbarth Fahrgastschiff das Schiff an die Rainer Abicht Elbreederei. Im Frühjahr 2020 wurde es auf eigenem Kiel vom Rhein über die Nordsee nach Hamburg überführt.
Die Rainer Abicht Elbreederei nutzt das Schiff für Hafenrundfahrten in Hamburg. Außerdem steht es für Charterfahrten oder Veranstaltungen zur Verfügung.

## Beschreibung
Angetrieben wird das Schiff von zwei Volvo-Penta-Dieselmotoren des Typs D 13B–N mit je 331 kW Leistung, die auf zwei Schottel-Propellergondeln des Typs SRP 200 wirken. Zur Stromversorgung an Bord steht ein von einem Volvo-Penta-Dieselmotor D7A-B-TA mit 139 kW Leistung bei 1500/min angetriebener Generator zur Verfügung. Ein im Bug des Schiffes eingebauter Schottel-Wasserstrahlantrieb des Typs SPJ 22 mit 110 kW Leistung erhöht die Manövrierfähigkeit.
Das Schiff verfügt über drei Passagierdecks, aufgeteilt in den unteren Salon, den oberen Salon sowie das Sonnendeck, auf denen bis zu 400 Personen Platz finden können. Im vollklimatisierten Innenbereich gibt es Sitzplätze für etwa 300 Personen. Auf dem Hauptdeck befindet sich der große Saal mit 166 Sitzplätzen mit Panoramafenstern. Am Heck angeordnet sind die Theke und die Kombüse. Unter Deck befinden sich mehrere Kühlräume sowie ein Tiefkühlraum. Ein Deck höher befinden sich der zweite Saal mit 90 Sitzplätzen und im Heck eine Lounge mit maximal 60 Sitzplätzen. Im Außenbereich auf dem Oberdeck befinden sich ebenfalls 70 Plätze.